# مكتبة المرعشي النجفي
 مكتبة آية الله المرعشي النجفي  أسسها العالم الديني العراقي الشيعي شهاب الدين المرعشي النجفي بجهوده الشخصية لأجل حفظ التراث الإسلامي،تُعد مكتبة المرعشي ثالث أكبر المكتبات في العالم الإسلامي بعد مكتبة السلطانية في تركيا ودار الكتب في مصر،وأهمها من حيث كونها تختص بحفظ كتب علوم النبي وعترته المعصومين، تضم العشرات من المخطوطات القديمة والكتب المطبوعة بالطباعة الحجرية،فيوجد في هذه المكتبة الآن أكثر من 250000 كتاب و25000، طباعه للكتب على الإنترنت. قال عنها بروفيسور فرنسي زار المكتبة: لقد سمعت عن المعجزة ولكني لم افهم معناها إلا هنا

## المؤسس
مؤسس المكتبة هو السيد شهاب الدين محمد الحسين المرعشي النجفي،والده محمود شمس الدين بن شرف الدين علي المرعشي، من العلماء السادة في مدينة النجف، ولد شهاب الدين سنة 1315هـ.ق بمدينة النجف، بدأ مشواره العلمي في مسقط رأسه، فدرس العلوم النقلية والعقلية على أيدي أساتذة الحوزة العلمية بالنجف، كما درس العلوم الرياضية و علم الطب،وبعد حصوله على درجة الإجتهاد من النجف هاجر إلى إيران و أقام برهة من الزمن في طهران ثم رحل إلى مدينة قم، وهناك لازم مؤسس الحوزة العلمية بقم الشيخ عبد الكريم الحائري و أخذ منه العلم إلى أن بدأ بتدريس الفقه والأصول في بحث الخارج، تتلمذ على يديه العديد من الطلاب أمثال مصطفى الخميني،مرتضى المطهري،أكبر هاشمي رفسنجاني، له العديد من المؤلفات.

## تاريخ المكتبة وإدارتها
يعرفها مدیرها الدکتور السید محمود المرعشي نجل المؤسس شهاب الدين المرعشي، بقوله:( تُعد المکتبه من حيث جودة النسخ الثمينة والقديمة للمخطوطات الإسلامية أكبر مكتبة في إيران والمكتبة الثالثة عالمياً والمركز الثقافي الدولي الكبير).

كانت اللبنة الأولى لتأسيس هذه المكتبة قبل ثمانين عاماً، وذلك عندما كان مؤسسها شهاب الدين المرعشي مشغولاً بمواصلة دراسته الحوزوية في مدينة النجف،ففي تلك الفترة لم يكن الاهتمام بالكتب الخطية والعلمية التي تخص التراث الإسلامي بالمستوى المطلوب، لكنَّ السعي الحثيث للسيد المرعشي، والمشقَّات التي تحملها في هذا السبيل. حيث أنه كان يلغى وجبة من وجبات طعامه اليومي ويعمل في مطاحن الرز ليلاً ويصلي ويصوم نيابة عن الأموات، ليجمع كمية من المال يشتري بها الكتب المهمَّة، والمخطوطات النادرة، وبعد ذهابه إلى إيران استمرَّ على شراء الكتب الخطيَّة وتجميعها، ثم أخذ يطبعها فازدادت بذلك أعدادها.
قام بتأسيس مكتبته اولاً في المدرسة المرعشية إحدى مدارسه الأربع التي أسسها في مدينة قم،حيث خصص للمكتبة حجرتين من المدرسة، بالإضافة إلى الطابق الثالث من المدرسة، وفي عام 1974م تم افتتاح المبنى الحالي للمكتبة والذي يقع قِبال المدرسة المرعشية، كانت المكتبة آنذاك تضم حوالي 16 ألف كتاب مخطوط ومطبوع.أصدر روح الله الخميني عام 1989م مرسوماً لتوسعتها.
تحتوي المكتبة على أكثر من (500000) كتاباً، وما يقارب (30000) نسخة خطية، وبلغات مختلفة، كالفارسية، العربية، التركية، الأردية، السنسكريتية، الحبشية، الفرنسية، والألمانية، والإنجليزية، الروسية، الإيطالية وغيرها .
يصل مجموع الكتب المطبوعة بأكثر من 30 لغة من اللغات الأوروبية إلى أكثر من (30000) مجلداً، أما الكتب المطبوعة باللغة العربية، والتركية، والأردية، والفارسية، فتبلغ أكثر من (450000) مجلداً .

## أقسام المكتبة
تتشكل المكتبة من عدة أقسام:

### قسم الرئاسة
تولى إدارة مكتبة المرعشي بعد وفاة مؤسسها، أبنه الأكبر السيد محمود المرعشي، وذلك منذ عام 1966م، ويشتمل قسم الرئاسة على الأقسام التالية:
1. الأوقاف المرتبطة بالمكتبة: وتشمل عدد من الأبنية السكنية والمحلات التجارية في عدة مدن كمدينة قم، طهران، اصفهان، والتي جُعلت وقفاً خاصاً بالمكتبة.
2. العلاقات العامة والشؤون الدولية: وهو القسم المسؤول عن التنسيق ووضع الخطط والبرامج للضيوف والزوار، إنشاء وتنظيم أخبار المكتبة والتصريح بها للصحفيين ووسائل الإعلام المختلفة.
3. المراسم والإستقبال:وهو القسم المسؤول عن إستقبال الضيوف والزوار.
4. السكرتارية: وهو القسم المسؤول عن كل المراسلات الخاصة بالمكتبة.
5. القسم النسائي:القسم الخاص بإيجاد التسهيلات لوصول الباحثات إلى المنابع والمحفوظات العلمية الموجودة في المكتبة.
6. المراسلة:القسم المسؤول عن إرسال الكتب من قبل المكتبة إلى الأشخاص والمراكز المختلفة.

### مركز الخدمات العامة
ويتكون من عدة قاعات: قاعة ابن سينا الكبرى، القاعة الخاصة بالكتب الحوزوية، قاعة خواجه نصير الدين الطوسي، قاعة الشيخ المفيد، قاعة مبيعات المكتبة.

### مركز المصادر والخدمات الخاصة (مركز البحوث)
دراسة وتصحيح وفهرست المخطوطات الإسلامية، وعلم الأنساب، وغيرها.

### مركز حماية محفوظات ومصادر المكتبة
يتشكل هذا المركز من عدة وحدات وأقسام:
- الكشف عن الأضرار التي تصيب الكتب والمخطوطات.
- مركز حجر ومعالجة الكتب والوثائق الخطية وغير الخطية(مستشفى المكتبة).

### مركز الأبحاث والخدمات الفنية
يتكون المركز من وحدات متعددة:التوصيات، الإعلان والتسجيل، مراجعة وإزالة الكتب الضارة، الإستعدادات، الفهرسة، الخدمات الفنية، الإيداع، معهد ومركز الحاسب، تم إنشاء هذا المركز بهدف إيجاد نظام مركزي للمعلومات، الدعم الفني، معايير الفهرسة، البرمجة وإدارة شبكة الحواسيب لتقديم أفضل الخدمات التدريبية والتعليمية.

### مركز موسوعة المكتبات العالمية
تأسس هذا المركز عام 1990م من أجل تدوين وتأليف موسوعة تخصصية بالمكتبات العالمية التي تحتوي على مجموعة من المخطوطات الإسلامية.

### خزانة المخطوطات
تحتوي على المخطوطات والتي يبلغ عددها حالياً 31 ألف مخطوط.ومن بين هذه المخطوطات مخطوطات نادرة كُتبت بخط مؤلفيها كما تحتوي على اجازاتهم، والبعض منها يعود تأريخ نسخها إلى القرن 6هـ

### خزانة الوثائق
تحتوي هذه الخزانة حوالي 100 ألف وثيقة خطية قديمة، تشتمل على قرارات وأحكام السلاطين والأمراء والحكام، وأجازات نقل الحديث، وثائق وأسناد ملكية، كما تحتوي على رسائل بخطوط كبار العلماء والمراجع، رسائل ومكاتبات العلماء مع المؤسس المرعشي.

### خزانة المطبوعات القديمة
تضم نماذج من المطبوعات النادرة والقديمة التي تعود إلى القرن 10هـ.
خزانة المطبوعات الحجرية: تشتمل هذه الخزانة على 30ألف من المطبوعات الحجرية النادرة والتي تعود أقدمها إلى أوائل القرن 13هـ وبلغات عديدة كالعربية والفارسية والتركية والأردية وغيرها.
خزانة الأطاليس والخرائط

### خزانة الأشياء الغير مكتوبة
1. خزانة الأشياء الغير مكتوبة يتم الاحتفاظ فيها بالأشياء الغير مكتوبة مثل العملات، الطوابع الإيرانية والأجنبية القديمة، وألبومات الصور القديمة والاسطرلابات، واقفال قديمة تخص أبواب مساجد أو مدارس سابقة.
2. أرشيف مصادر الصوت والتصوير يحتوي هذا الأرشيف على عدد من أشرطة الفيديو وأقراص الكومبيوتر والتسجيلات الصوتية.
3. أرشيف الصور في هذا الأرشيف يتم الاحتفاظ بالصور الملونة والبيضاء والسوداء القديمة، كذلك صور الأحداث والمناسبات المختلفة الحديثة للمكتبة.

### مركز أبحاث قم
يضم هذا المركز الكتب والمقالات التي كتبت بلغات مختلفة حول مدينة قم

### خزانة آثار المؤسس
وهي الخزانة التي تحتوي على الآثار الخاصة بمؤسس المكتبة شهاب الدين المرعشي.
وللمكتبة علاقات مباشرة مع أكثر من (400) مركزاً من مراكز البحث والتحقيق، والجامعات، والمكتبات العامة المعروفة على مستوى العالم، وبينها وبين هذه المراكز تبادل علمي وثقافي، بالإضافة إلى اشتراكها بشبكة الإنترنت (المعلومات العالمية) ، وأخيراً تم إدخال ما تعلق بالمكتبة من معلومات بنظام كمبيوتري جاهز لتقديم المعلومات اللازمة لِروَّاد المكتبة .
وبالإضافة إلى الخدمات التي تقدمها أقسام المكتبة والتي تشمل : الكتب، الأفلام، الميكروفيلم، السلايدات، والتصوير .
تعمل المكتبة طول أيام الأسبوع وبكادر متخصص، لتقديم خدماتها لطلبة الحوزة العلمية، وطُلاَّب الجامعات من الرجال والنساء، وكل المحققين في الداخل والخارج.

## المکتبه فی منظار اخرین
قال روح الله الخميني حول هذه المكتبة : «مكتبة آية الله مرعشي نجفي مكتبة لا مثيل لها فی ایران وربما کانت منقطعة النظير»

## معرض الصور

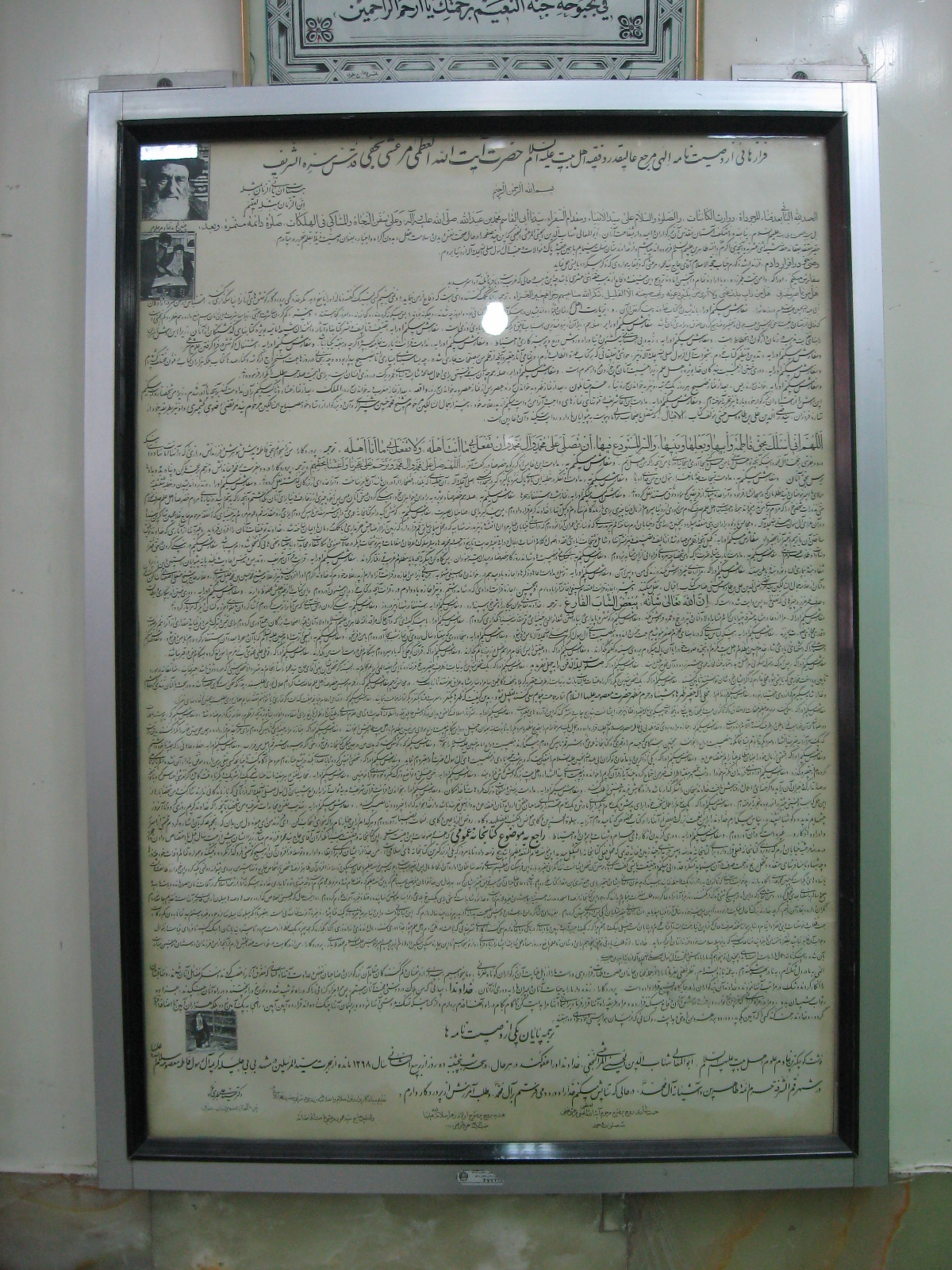
مقتطفات من وصية المؤسس شهاب الدين المرعشي النجفي عند مدخل المكتبة
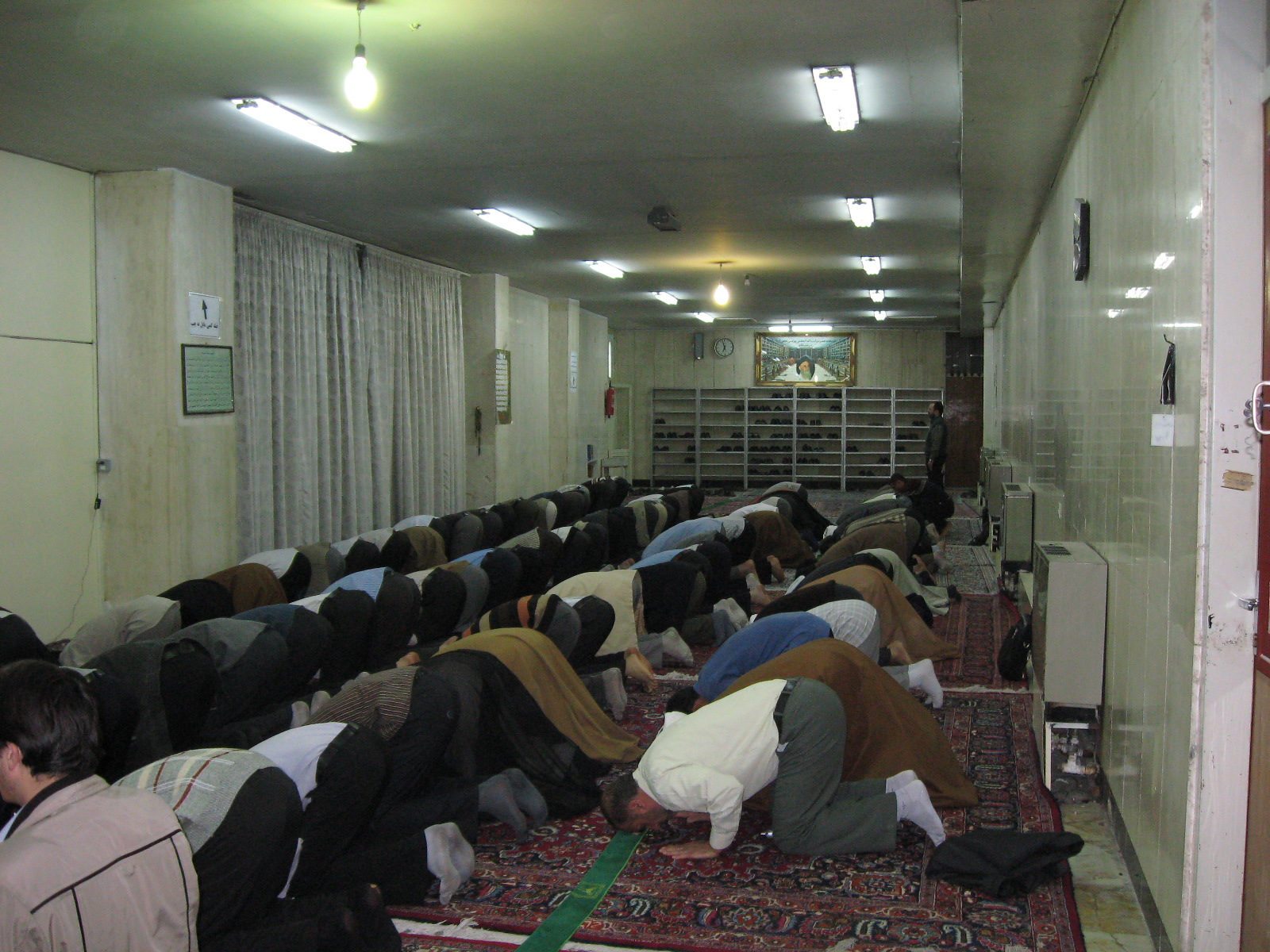
مصلى المكتبة
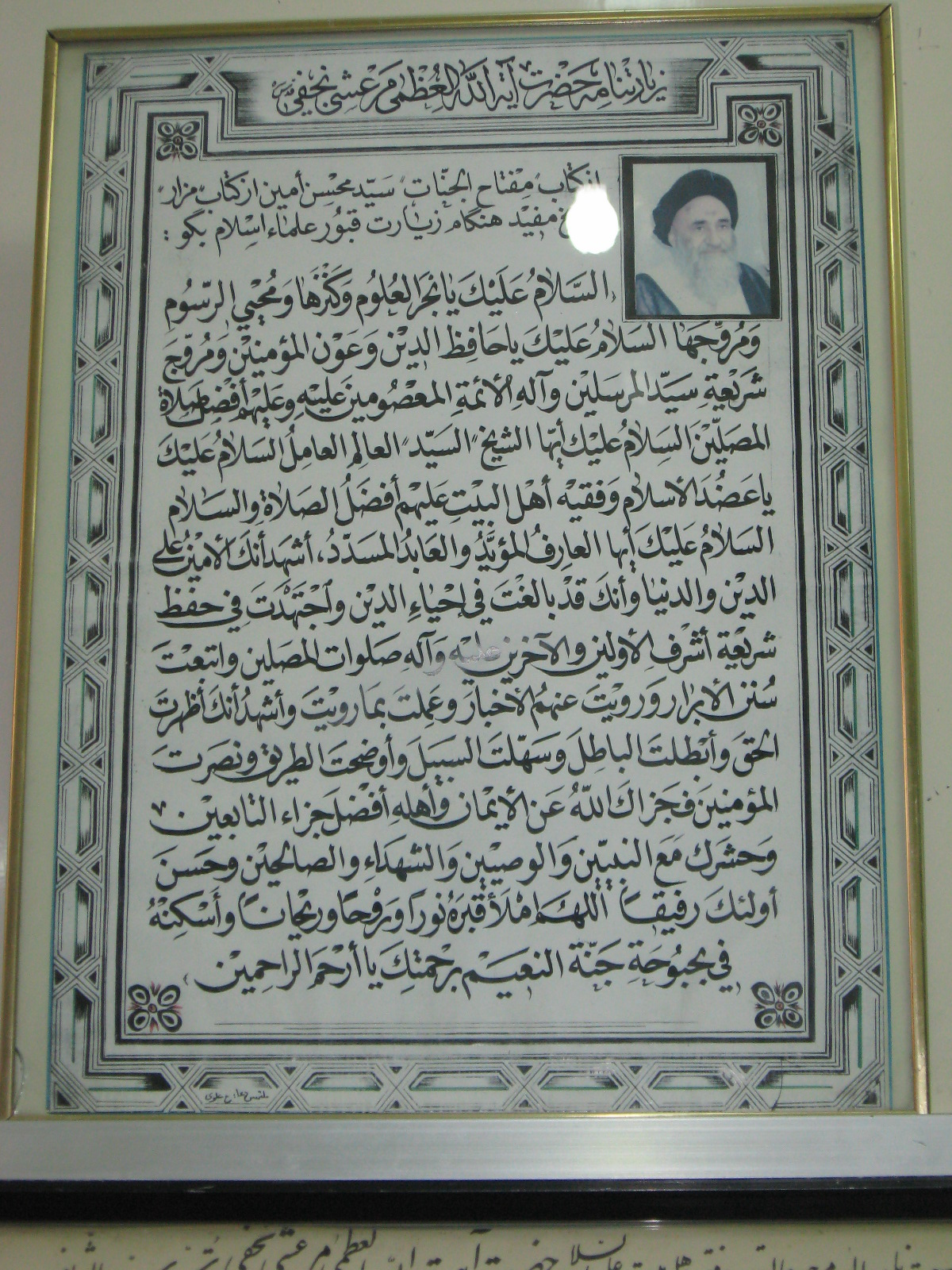
دعاء لزيارة العلماء عند مدخل المكتبة

## وصلات خارجية
- مكتبة «آية الله» مرعشي نجفي نسخة محفوظة 13 أغسطس 2020 على موقع واي باك مشين.
- مكتبة مرعشي النجفي على أنبا
- مكتبة السيد المرعشي صرح ثقلفي استثنائي
- التراث العربي في خزانة مخطوطات مكتبة آية الله مرعشي نجفي

## المصدر
1. ↑  ربط مكتبة آية الله المرعشي النجفي بمكتبات العالم،http://arabic.irib.ir نسخة محفوظة 2019-04-19 على موقع واي باك مشين.
2. ↑  وكالة أنباء براثا،2012/11/13
3. ↑  
"نظرة مكتبة "آية الله" مرعشي نجفي". مؤرشف من الأصل في 2020-01-10.
4. ↑  
"میلانی بن آية الله مرعشي نجفي". مؤرشف من الأصل في 2019-12-14.